# Даніель Даніелополу
Даніель Даніелополу (рум. Daniel Danielopolu; *24 квітня 1884, Бухарест, Румунія — †29 листопада 1955, Бухарест) — румунський фізіолог і терапевт.

## Біографія
Народився 24 квітня 1884 в Бухаресті. Там же отримав медичну освіту. З 1920 став професором терапевтичної клініки медичного факультету Бухарестського університету. З 1935 працював в організованій за його участю Медичній академії (з 1949 по 1969 — Секція медичних наук Румунської академії наук) і в інституті біологічних досліджень (з 1949 — Інститут нормальної і патологічної фізіології Румунської академії наук).
Помер 30 квітня 1955, через 6 днів після святкування свого 71-річчя.

## Наукові роботи
Основні наукові роботи присвячені анатомо-фізіологічному дослідженню вегетативної нервової системи, нормальної і патологічній фізіології кровообігу.
- Розробляв проблеми імунології, алергології та серцево-судинної патології.

- Запропонував метод лікування серцевої недостатності строфантином.